# Liste von Werken Fontenelles
Dies ist eine Liste von Werken Fontenelles. Übersetzungen von Werken des einflussreichen und vielseitigen französischen Schriftstellers und Aufklärers Bernard le Bovier de Fontenelle (1657–1757) wurden im Deutschen bereits 1751 von Johann Christoph Gottsched (1700–1766) in einem Sammelband zusammengefasst, der schon zuvor verschiedene seiner Werke übersetzt und kommentiert hatte. Die folgende Liste erhebt keinen Anspruch auf Vollständigkeit (einige deutsche Übersetzungen wurden ergänzt):

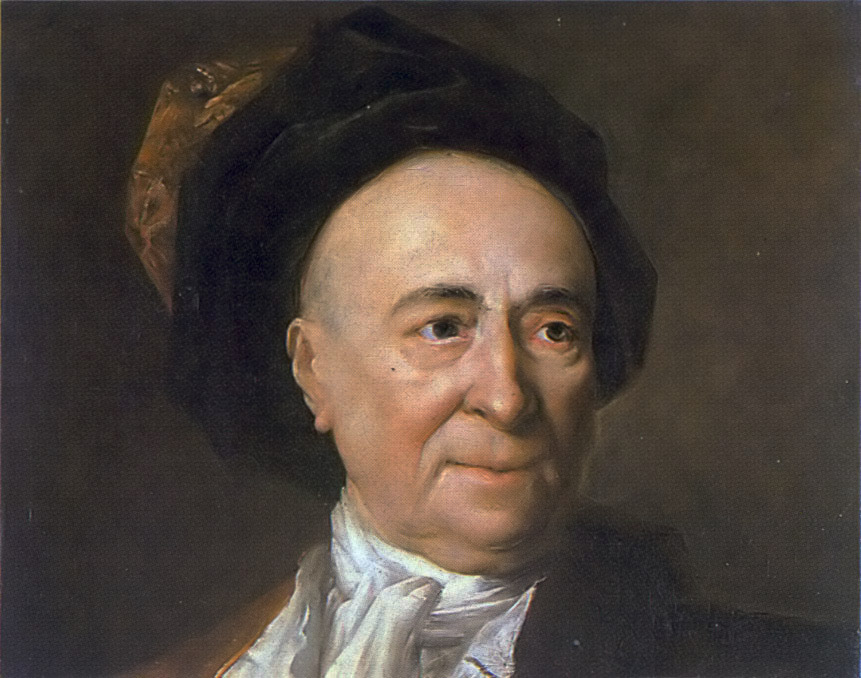
Fontenelle, Porträt von Nicolas de Largillière

## Auswahl
- Dialogues des morts anciens (Totengespräche)
- Jugement de Pluton sur les Dialogues des morts (Urteil Plutos über die Totengespräche)
- Lettres galantes (Galante Briefe)
- Entretiens sur la pluralité des mondes (Gespräche über die Pluralität der Welten)
- Histoire des oracles (Geschichte der Orakel)
- Histoire du Théâtre français (Geschichte des französischen Theaters)
- Vie de Pierre Corneille (Das Leben Pierre Corneilles)
- Réflexions sur la poétique (Reflexionen über die Poetik)
- Discours sur la patience (Diskurs über die Geduld)
- De l’existence de Dieu (Von der Existenz Gottes)
- Du bonheur (Vom Glück)
- De l’origine des fables (Vom Ursprung der Fabeln)
- Discours devant l’Académie  (Reden vor der Akademie)
- Lettres (Briefe)
- Eglogue (Ekloge)
- Poésies pastorales (Pastorale Poesie)
- Discours sur la nature (Diskurs über die Natur)
- Digression sur les Anciens et les Modernes (Exkurs über die Alten und Modernen)
- Thétis et Pelée (Thetis und Peleus)
- Enée et Lavinie (Aeneas und Lavinia)
- Poésies (Gedichte)
- Histoire de l’Académie des Sciences (Geschichte der Akademie der Wissenschaften)
- Eloges
- Doutes sur le systèmes physique des causes occasionnelles (Zweifel über die physikalischen Systeme von den gelegentlichen Ursachen)
- Théorie des tourbillons (Theorie der Wirbel)
- Fragments d’un traité de la raison humaine (Fragmente einer Abhandlung über die menschliche Vernunft)
- De la connaissance de l’esprit humain (Von der Kenntnis des menschlichen Geistes)
- Sur l’instinct (Über den Instinkt)
- Sur l’histoire (Über die Geschichte)
- Idalie
- Macate
- Le Tyran (Der Tyrann)
- Abdolonine
- Le Testament (Das Testament)
- Henriette
- Lysianasse
- Sur la poésie en général (Über die Poesie im Allgemeinen)
- Discours
- Histoire du Romieu
- Psyché
- Bellerophon
- Le Retour de Climène (Die Rückkehr von Climène)
- Enone